# The China Study
The China Study, escrito por T. Colin Campbell, Ph.D, um dos diretores do Projeto China, e seu filho, Thomas M. Campbell II. examina a relação entre o consumo de produtos de origem animal e doenças como o câncer da mama, próstata e intestino grosso, diabetes, doença coronária, obesidade, doenças auto-imunes, osteoporose, doença degenerativa do cérebro, e degeneração macular.
"O The China Study" retrata o estudo sobre o estilo de vida, dietético, fatores ambientais e seus impactos sobre a mortalidade em 65 condados rurais chineses, com um levantamento das taxas de mortalidade para 12 tipos de câncer em mais de 2.400 municípios e 880 milhões de pessoas, em 65 condados rurais principalmente na China. O estudo, que começou em 1983 e foi descrito pelo The New York Times como "the Grand Prix of epidemiology", foi realizado conjuntamente pela Universidade de Cornell, Universidade de Oxford, e da Academia Chinesa de Medicina Preventiva ao longo de 20 anos. O estudo foi realizado na China, porque tem uma população geneticamente similar, que tende a viver da mesma forma no mesmo lugar e comer os mesmos alimentos ao longo da vida. Em nenhum outro lugar ocorre tamanha semelhança genetica populacional com diferenças regionais significativas nas taxas de doenças, hábitos alimentares e exposições ambientais.
Os autores apresentam e explicam as conclusões do estudo, apontando uma correlação entre a dieta animal e as doenças. As dietas ricas em proteínas de origem animal (incluindo caseína no leite de vaca) foram fortemente ligadas a doenças cardíacas, câncer e diabetes tipo 1.
Os autores recomendam que as pessoas tenham uma alimentação balanceada, uma dieta baseada em vegetais, e evitar consumir carne bovina, aves, ovos, peixe e leite como forma de minimizar e/ou reverter o desenvolvimento de doenças crônicas. Eles recomendam quantidades adequadas de luz solar para manter níveis suficientes de vitamina D e os suplementos dietéticos de vitamina B12 em caso de abstenção completa de produtos de origem animal. Eles criticam as dietas "low carb" (como a dieta de Atkins), que incluem restrições sobre a percentagem de calorias derivadas do complexo de carboidratos.

## Princípios da alimentação e saúde
Os autores descrevem os oito princípios da alimentação e saúde:
- Nutrição representa uma combinação de inúmeras substâncias alimentares.
- Os suplementos vitamínicos não são uma panacéia para a boa saúde.
- Praticamente não existem nutrientes em alimentos de origem animal que não são mais fornecidos pelas plantas.
- Os genes não determinam a doença por conta própria, eles devem ser ativados, e a nutrição desempenha um papel crítico na determinação de quais genes, bons e maus, serão ativados.
- A nutrição pode controlar substancialmente os efeitos adversos de produtos químicos nocivos.
- A mesma nutrição que previne a doença em seus estágios iniciais também podem parar ou inverter-la em suas fases posteriores.
- A nutrição ajudará no combate a determinada doença crônica, fortelecendo uma boa saúde através da alimentação.
- Boa nutrição cria saúde em todas as áreas da nossa existência.

## Mal entendidos sobre nutrição
Os autores argumentam que a maioria das confusões sobre nutrição, mas não todas, são criadas, divulgadas e disseminadas por incautos, pessoas embora bem-intencionadas, sejam eles pesquisadores, políticos ou jornalistas, e que muitos americanos sairiam ganhando se mudasssem para uma dieta baseada em vegetais. Os estudos atuais sobre nutrição (especificamente, o bem conhecido Nurses 'Health Study) são falhos, dizem eles, porque são excessivamente focados no efeitos de diferentes quantidades dos vários nutrientes entre os indivíduos de maneira uniforme de alto risco dieta de consumo, incluindo níveis elevados de proteína animal.

## Crítica
Em um debate escrito entre Campbell e o  Dr. Loren Cordain, professor da Colorado State University, afirmou que "a lógica fundamental subjacente a hipótese de Colin (que dietas de baixa proteína poderiam melhorar a saúde humana) é insustentável e incompatível com a evolução da nossa própria espécie ", e que" um grande corpo de evidências experimentais já demonstra que um maior consumo de proteína animal magra reduz o risco [de várias doenças]. " Campbell respondeu questionando e argumentou que "a doença, associações de dieta observada nos tempos atuais são muito mais significativos do que o que pode ter ocorrido durante os tempos da evolução, pelo menos desde os últimos 2500 mil anos ou mais." 
O New York Times elogiou o livro, escrevendo: "... O estudo traça um retrato corajoso de uma base alimentar de plano vegetariano que é mais provável para promover a saúde do que a doença..".

## Referencias
- Campbell, T. Colin (2006). The China Study:The Most Comprehensive Study of Nutrition Ever Conducted and the Startling Implications for Diet, Weight Loss and Long-term Health. [S.l.]: Benbella Books. ISBN 1-932100-38-5
- T. Colin Campbell; Chen Junshi; Thierry Brun; Bandoo Parpia; Qu Yinsheng; Chen Chumming; Catherine Geissler (1991). «China: From Diseases of Povery to Diseases of Affluence. Policy Implications of the Epidemiological Transition»
- T. Colin Campbell; Junshi Chen; Bandoo Parpia (1998). «Diet, lifestyle, and the etiology of coronary artery disease: the Cornell China Study». Elsevier Science. The American Journal of Cardiology. 82, (10, Supplement 2): 18–21. doi:10.1016/S0002-9149(98)00718-8